# キモン・ゲオルギエフ
キモン・ストヤノフ・ゲオルギエフ（Кимон Стоянов Георгиев、1882年8月11日 - 1969年9月28日）は、ブルガリアの軍人、政治家。戦間期（1934年5月 - 1935年1月）と第二次世界大戦末期（1944年9月 - 1946年11月）に首相を務める。1923年、1934年、1944年の三度のクーデターに関与している。

## 経歴
パザルジク出身。ソフィアの軍事学校を卒業後、バルカン戦争に中隊長、第一次世界大戦には大隊長として従軍し、1916年には戦傷により片目を失う。1920年には中佐の階級で退役した。
国民協定（1921年～1923年）、民主協定（1923年～1931年）、政治グループ「ズヴェノ」（1931年～1934年）に加入。1926年～1928年に運輸・郵便・電信相を歴任し、1934年5月にクーデターを起こして首相に就任した。ゲオルギエフ政権は、全政党を解散すると共にベニート・ムッソリーニに範を取った協同組合主義的独裁体制を確立した。また1935年7月23日にはソ連と外交関係を樹立した。
1935年1月に国王ボリス3世のクーデターで首相の座を追われ、亡命。1943年に「ズヴェノ」と共に反ファシスト勢力に加わり、祖国戦線のメンバーとなった。武装蜂起成功後、1944年9月9日、祖国戦線政府を組閣。
1944年～1949年、人民同盟「ズヴェノ」議長。1946年～1950年、1959年12月～1962年3月、閣僚会議副議長。1946年10月から1947年12月まで外務相、1947年12月から1959年3月まで電化・土地改良相。1962年3月からブルガリア共産党人民議会幹部会議員、祖国戦線国家会議副議長。1969年9月28日に脳卒中で死去した。

## パーソナル
ブルガリア人民共和国社会主義労働英雄（2度）。
| 公職                                                   | 公職                                                                  | 公職                                             |
| ------------------------------------------------------ | --------------------------------------------------------------------- | ------------------------------------------------ |
| 先代 （ブルガリア王国）                                | ブルガリア人民共和国 閣僚評議会議長 初代：1946                        | 次代 ゲオルギ・ディミトロフ                      |
| 先代 ニコラ・ムシャノフ コンスタンティン・ムラヴィエフ | ブルガリア王国 閣僚評議会議長 第35代：1934 - 1935 第43代：1944 - 1946 | 次代 ペンチョ・ズラテフ （ブルガリア人民共和国） |